# Библиотека Принстонского университета
Библиотека Принстонского университета (англ.  Princeton University Library) — библиотечная система Принстонского университета (г. Принстон, штат Нью-Джерси, США).

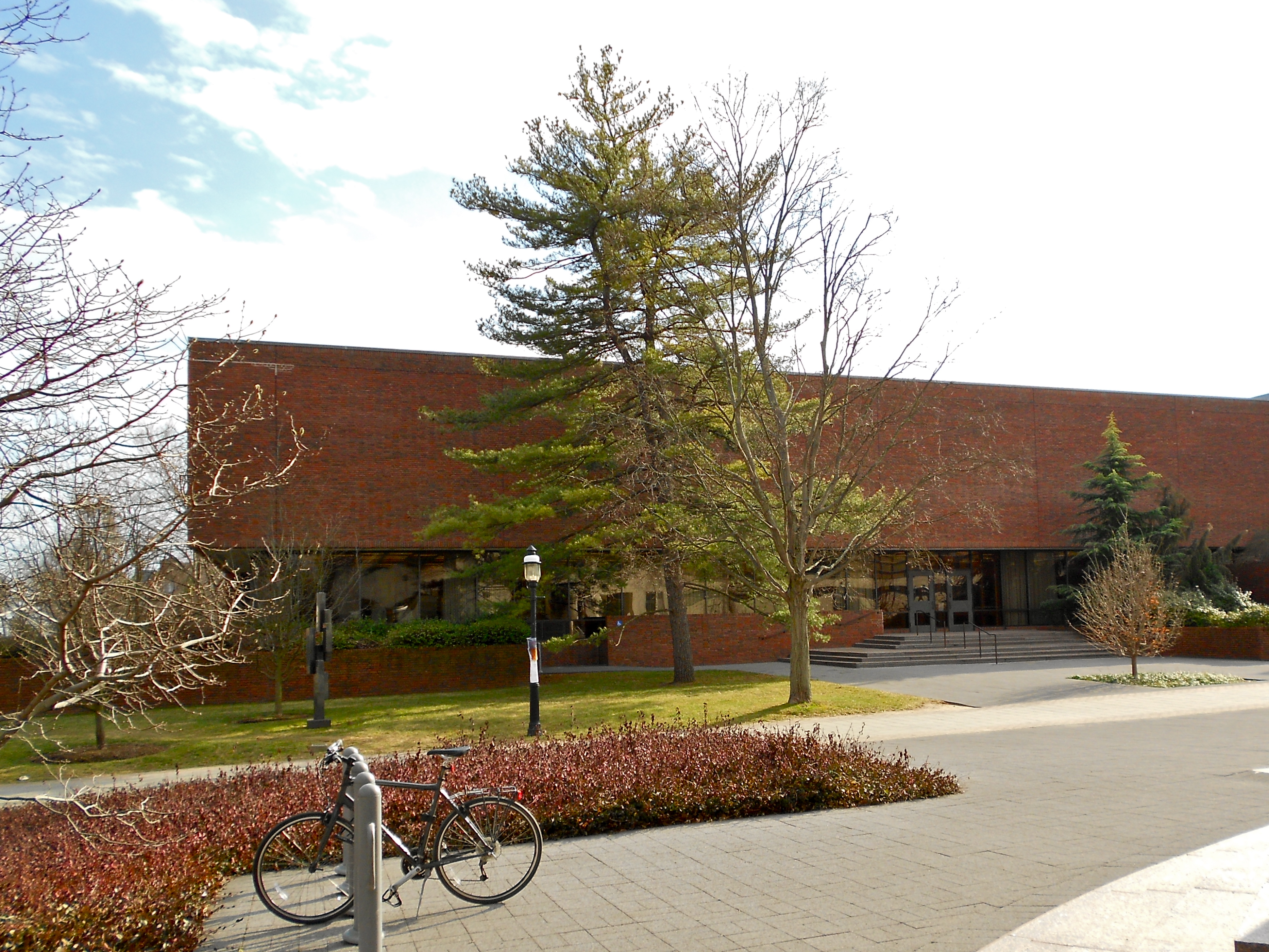
Библиотека рукописей Мадда

## Список библиотек системы
Мемориальная библиотека Файрстоуна (англ. Harvey S. Firestone Memorial Library) — главная академическая библиотека библиотечной системы Принстонского университета.
Библиотека школы архитектуры (англ. Architecture Library), поддерживает преподавание и научные исследования в таких областях, архитектуры и дизайна, истории и теории архитектуры, городских исследований и планирования, городского и экологического проектирования и городской истории.
Библиотека Восточной Азии (англ. East Asian Library), содержит обширнейшие фонды по всем областям знаниям на китайском, японском и корейском языках, а также работ по китайской, японской и корейской лингвистике и литератур.
Техническая библиотека (англ. Engineering Library), поддерживает преподавание и научные исследования во всех инженерных дисциплин, в том числе энергетики, окружающей среды и информатики.
Гуманитарный ресурсный центр (англ. Humanities Resource Center), представляет собой информационно-коммуникационный центр, в котором каталогизирована и хранится на видео- и DVD-дисков информация по гуманитарным и социальным наукам.
Научная библиотека Льюиса (англ. Lewis Science Library), содержит фонды по физическим, биологическим, химическим наукам, наукам о Земле, математики, а также карты и геопространственную информацию. Здание библиотеки спроектировано крупнейшим архитектором современности Фрэнком Гери и открыто осенью 2008 года.
Библиотека Маркванда (англ. Marquand Library)
Музыкальная библиотека Менделя (англ. Mendel Music Library), в фондах хранятся книги по истории и теории музыки, микрофильмы, звуковые и видеозаписи классической и популярной музыки, джаза и танцевального искусства, а также оборудование для всех медиа-форматов.
Библиотека рукописей Мадда (англ. Mudd Manuscript Library), содержит архивы и коллекции документов по истории США, истории университета, в том числе по деятельности студентов, преподавателей, выпускников и попечителей Принстонского университета.
Библиотека физики плазмы (англ. Plasma Physics Library), находится за пределами кампуса в лаборатории физики плазмы Принстонского университета и содержит книги, журналы и научные материалы по термоядерному синтезу, физики плазмы, технологии термоядерного реактора, оптики и ионизированных газов.
Отдел редких книг и специальных коллекций (англ. Rare Books and Special Collections), в котором хранится лучшая частная коллекция редких книг и рукописей в Западном полушарии — Библиотека Шейдов.
Консорциум научных коллекций и хранения (англ. Research Collections and Preservation Consortium (ReCAP))
Библиотека Стокса (англ. Stokes Library), обеспечивает учебный процесс и научные исследования Школы общественных и международных отношений имени Вудро Вильсона при Принстонском университете.